# 弗拉基米尔·希舍洛夫
弗拉基米尔·亚历山德罗维奇·希舍洛夫，（俄语：Владимир Александрович Шишелов，1979年9月8日—），烏茲別克职业足球运动员，现效力索治。
他在2000年至2007年期間共為國家隊上陣了28場比賽和取得11個球的國家隊。自從他取得俄羅斯國籍後就不能再出賽，因為烏茲別克不容許雙重國籍的。

## 連結
- Career history （页面存档备份，存于） at National Football Teams
- Statistics at Sportbox.ru Archive.today的存檔，存档日期2013-01-14 （俄文）